# Dugan (månekrater)
Dugan er et nedslagskrater på Månen. Det befinder sig på den nordlige halvkugle på Månens bagside og er opkaldt efter den amerikanske astronom Raymond S. Dugan (1878 – 1940).
Navnet blev officielt tildelt af den Internationale Astronomiske Union (IAU) i 1970. 

## Omgivelser
Dugankrateret ligger sydvest for den store bjergomgivne slette Schwarzschild og stik nord for Comptonkrateret.

## Karakteristika
Dugan er et stærkt slidt og eroderet krater, hvis ydre væg udgør en irregulær ring af toppe og dale omkring den relativt upåfaldende kraterbund. Krateret er nu ikke meget mere end en rund fordybning i det forrevne terræn. At landskabstrækkene har en så afrundet form skyldes formentlig, at de er dækket af udkastninger fra de meget større nedslag Schwarzschild og Compton.

## Satellitkratere
De kratere, som kaldes satellitter, er små kratere beliggende i eller nær hovedkrateret. Deres dannelse er sædvanligvis sket uafhængigt af dette, men de får samme navn som hovedkrateret med tilføjelse af et stort bogstav. På kort over Månen er det en konvention at identificere dem ved at placere dette bogstav på den side af satellitkraterets midte, som ligger nærmest hovedkrateret. Dugankrateret har følgende satellitkratere:
| Dugan | Længde  | Bredde   | Diameter |
| ----- | ------- | -------- | -------- |
| J     | 61,6° N | 108,0° Ø | 13 km    |
| X     | 67,8° N | 98,5° Ø  | 14 km    |

## Måneatlas
- Billeder af Dugankrateret i LPI-måneatlasset